# Momoko Ohtani
Momoko Ohtani (of Otani) (Japans: 大谷 桃子, Ōtani Momoko) (Tochigi, 24 augustus 1995) is een rolstoeltennisspeelster uit Japan. Ohtani is actief in het internationale rolstoeltennis sinds 2016.

## Medische voorgeschiedenis
Ohtani is gezond geboren. Vanaf de derde klas lagere school speelt zij tennis. Na het voltooien van de middelbare school (high school) kreeg zij een ziekte waarvoor zij herhaaldelijk in een ziekenhuis werd opgenomen. Door de bijwerkingen van medicatie kreeg zij kramp in haar rechterbeen met een verlamming in haar rechtervoet, alsmede een verzwakte rechterhand.

## Loopbaan
In september 2016 nam Ohtani deel aan het Osaka Open, een ITF3-rolstoeltoernooi, waar zij meteen de finale bereikte. Haar eerste enkelspeltitel won zij in 2017 op het toernooi van Vancouver (Canada). Haar belangrijkste enkelspeltitel won zij in 2019 op het ITF2-toernooi Brasilia Open in Brazilië.
In 2018 won Ohtani de bronzen medaille in het vrouwenenkelspel op de Asian Para Games in Jakarta.
In september 2020 nam Ohtani voor het eerst deel aan een grandslamtoernooi, op het US Open. Een maand later, op Roland Garros, bereikte zij de finale van het enkelspel door eerst de Zuid-Afrikaanse Kgothatso Montjane en vervolgens het nummer 1 van de wereld, de Nederlandse Diede de Groot, te verslaan – in de eindstrijd tegen haar landgenote Yui Kamiji trok Ohtani aan het kortste eind. Met deze finaleplaats steeg zij naar de zevende positie van de wereldranglijst (oktober 2020).
In april 2021 bereikte Ohtani de vijfde plaats van de wereldranglijst. In november bereikte zij, samen met de Chinese Zhu Zhenzhen, de dubbelspelfinale van het officieus wereldkampioenschap – zij verloren die van het Nederlands koppel Diede de Groot en Aniek van Koot. In het enkelspel kwam zij tot de halve finale, waar zij verloor van haar landgenote Yui Kamiji. Op het officieus wereldkampioenschap van 2022 boekte zij soortgelijke resultaten: in de halve finale van het enkelspel werd zij verslagen door landgenote Yui Kamiji, en in het dubbelspel bereikte zij de finale aan de zijde van de Nederlandse Jiske Griffioen.

## Resultaten grandslamtoernooien
| Legenda | Legenda                          |
| ------- | -------------------------------- |
| g.t.    | geen toernooi gehouden           |
| l.c.    | lagere categorie                 |
| –       | niet deelgenomen                 |
| G       | uitgeschakeld in de groepsfase   |
| 1R      | uitgeschakeld in de eerste ronde |
| 2R      | uitgeschakeld in de tweede ronde |
| 3R      | uitgeschakeld in de derde ronde  |
| 4R      | uitgeschakeld in de vierde ronde |
| KF      | uitgeschakeld in de kwartfinale  |
| HF      | uitgeschakeld in de halve finale |
| F       | de finale verloren               |
| W       | het toernooi gewonnen            |
| w-v     | winst/verlies-balans             |

### Enkelspel
- De kwartfinale is doorgaans de eerste ronde.

| toernooi        | 2020 | 2021 | 2022 | 2023 | 2024 |
| --------------- | ---- | ---- | ---- | ---- | ---- |
| Australian Open | –    | HF   | –    | 2R   | 1R   |
| Roland Garros   | F    | –    | 2R   | HF   |      |
| Wimbledon       | g.t. | HF   | HF   | KF   |      |
| US Open         | KF   | KF   | 2R   | HF   | g.t. |

### Dubbelspel
- De halve finale is doorgaans de eerste ronde.

| toernooi        | 2020 | 2021 | 2022 | 2023 | 2024 |
| --------------- | ---- | ---- | ---- | ---- | ---- |
| Australian Open | –    | HF   | –    | 1R   | 1R   |
| Roland Garros   | HF   | –    | HF   | 1R   |      |
| Wimbledon       | g.t. | HF   | HF   | HF   |      |
| US Open         | HF   | HF   | HF   | 1R   | g.t. |